# Gärben
Als Gärben (auch Garben oder Raffinerieren) wird ein schmiedetechnisches Verfahren bezeichnet, um aus inhomogenem Rohstahl (Halbzeuge) durch Feuerschweißen und Schmieden ein gleichmäßiges Produkt (z. B. Gärbstahl) zu erzeugen.
Das Ausgangsmaterial zur Herstellung von Gärbstahl liegt in Form von Stäben, flachen Schienen oder länglichen Platten mit unterschiedlichen Legierungsbestandteilen vor. Von diesen werden mehrere aufeinandergelegt und durch Stahlbänder, Draht oder Ringe zu Bündeln (Garben, Paketen) verbunden. Nach Erhitzen der Garbe im Feuer bis zur Weißglut (Schweißhitze) werden die Stahlstäbe – durch Schmiedezangen gehalten – miteinander auf dem Amboss verschweißt. Im Anschluss wird die zusammengegärbte Garbe zu einem homogenen Werkstück ausgeschmiedet. (Ab dem Spätmittelalter bis in die Zeit nach dem Ersten Weltkrieg wurde hierzu häufig ein mit Wasserkraft betriebener Eisenhammer zur Verbesserung der Produktivität und Arbeitserleichterung eingesetzt.) Das entstandene, längliche, fest verbundene Material wird nun in der Mitte eingeschlagen, gefaltet und erneut verschweißt. Zur Verbesserung des Ergebnisses wird das Verfahren wiederholt angewendet.
Die Erzeugung der dafür benötigten Halbzeuge aus Eisen, die in der historischen Herstellung aus Eisenschwamm (Luppen) produziert wurden und in ihrer häufig sehr kohlenstoffarmen Zusammensetzung und ihren Eigenschaften dem heute industriell hergestellten Weicheisen bzw. Reineisen entsprachen, lief grundsätzlich nach dem gleichen Verfahren ab. Hier wurde der Eisenschwamm durch Gärben von der beim Herstellungsprozess im Rennofen im Eisen enthaltenen Schlacke gereinigt.